# Mélanie Suchet
Mélanie Suchet (* 1. September 1976 in Moûtiers) ist eine ehemalige französische Skirennläuferin. Sie war auf die Geschwindigkeitsdisziplinen Abfahrt und Super-G spezialisiert. Ebenso war sie Rallyefahrerin.

## Biografie
Suchet gewann als 17-Jährige am 4. Dezember 1993 ihre ersten Punkte im Weltcup mit Platz zehn in der Abfahrt in Tignes. Ihren ersten Podestplatz erreichte sie am 29. Januar 1994 mit Platz zwei hinter Isolde Kostner bei der Abfahrt in Garmisch-Partenkirchen. Ein paar Tage später wurde sie bei der Abfahrt in der Sierra Nevada erneut Zweite, nur 0,01 Sekunden hinter Hilary Lindh. In der Saison 1993/94 belegte sie im Abfahrtsweltcup Rang drei. Bei ihren ersten Olympischen Spielen 1994 in Lillehammer wurde sie in der Abfahrt Sechste. Ende März gewann sie bei den Juniorenweltmeisterschaften 1994 in Lake Placid die Goldmedaille in der Abfahrt.
In den folgenden Saisonen konnte sie wegen einer Knieverletzung nur wenige Rennen bestreiten, erst in der Saison 1997/98 schaffte sie wieder den Anschluss an die Weltspitze. Am 23. Januar 1998 gewann Suchet ihr erstes und einziges Weltcuprennen, den Super-G in Cortina d’Ampezzo. Dazu folgten noch ein zweiter Platz in der Abfahrt und ein dritter Rang im Super-G. Bei den Olympischen Spielen 1998 in Nagano verpasste sie als Vierte in der Abfahrt nur knapp eine Medaille, im Super-G wurde sie Achte. Im Jahr darauf belegte sie bei den Weltmeisterschaften 1999 in Vail Platz sechs in der Abfahrt.
Auch aufgrund von kleineren Verletzungen konnte sich Suchet danach nur mehr selten unter den besten zehn platzieren. Am Ende der Saison 2001/02 erreichte sie noch einen zweiten und einen dritten Platz in der Abfahrt. Am 3. Dezember 2004 stürzte sie bei der Abfahrt in Lake Louise beim Zielsprung und erlitt einen Abriss der rechten Patellarsehne. Kurz darauf gab sie ihren Rücktritt vom aktiven Skirennsport bekannt.
2002 wurde Suchet zusammen mit ihrer Teamkollegin Carole Montillet zu einem Rallye-Raid-Rennen eingeladen. 2003 nahmen sie erstmals an der Rallye Aïcha des Gazelles in der Wüste Marokkos teil. Dabei belegten sie in der Quad-Kategorie sogleich den zweiten Platz. Bei der zweiten Teilnahme 2004 gewannen sie das Rennen, 2005 wiederholten sie diesen Erfolg. Danach trennten sich ihre Wege und Suchet nahm bis 2007 noch an einigen Straßen-Rallyerennen im Rahmen des France Cup und der Amateur Trophy teil.

## Erfolge

### Olympische Spiele
- Lillehammer 1994: 6. Abfahrt, 20. Super-G
- Nagano 1998: 4. Abfahrt, 8. Super-G
- Salt Lake City 2002: 10. Super-G, 15. Abfahrt

### Weltmeisterschaften
- Vail 1999: 6. Abfahrt, 16. Super-G
- St. Moritz 2003: 14. Abfahrt, 26. Super-G

### Weltcup
- Saison 1993/94: 3. Abfahrtsweltcup
- Saison 1997/98: 4. Abfahrtsweltcup, 5. Super-G-Weltcup
- 7 Podestplätze, davon 1 Sieg:

| Datum           | Ort               | Land    | Disziplin |
| --------------- | ----------------- | ------- | --------- |
| 23. Januar 1998 | Cortina d’Ampezzo | Italien | Super-G   |

### Juniorenweltmeisterschaften
- Monte Campione/Colere 1993: 15. Kombination, 16. Super-G, 31. Riesenslalom, 34. Slalom
- Lake Placid 1994: 1. Abfahrt

### Französische Meisterschaften
Suchet wurde vier Mal französische Meisterin:
- 3× Abfahrt: 2002, 2003 und 2004
- 1× Super-G: 2003